# Домреми Ландевил
Домреми Ландевил (фр. Domremy-Landéville) насеље је и општина у североисточној Француској у региону Шампањ-Арден, у департману Горња Марна која припада префектури Сен Дизје.
По подацима из 2011. године у општини је живело 90 становника, а густина насељености је износила 4,83 становника/km². Општина се простире на површини од 18,64 km². Налази се на средњој надморској висини од 328 метара.

## Демографија
| 1962. | 1968. | 1975. | 1982. | 1990. | 1999. | 2011. |
| ----- | ----- | ----- | ----- | ----- | ----- | ----- |
| 141   | 146   | 152   | 130   | 99    | 80    | 90    |

График промене броја становника у току последњих година